# 戈斯蒂寧縣

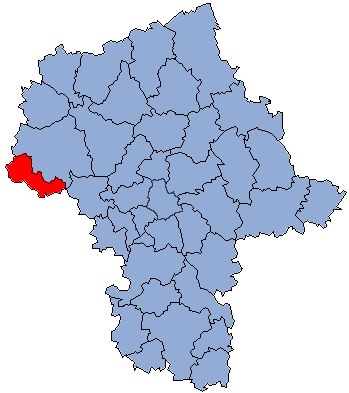

52°25′N 19°28′E / 52.417°N 19.467°E
戈斯蒂寧縣（波蘭語：Powiat gostyniński），是波蘭的縣份，位於該國中東部，由馬佐夫舍省負責管轄，首府設於戈斯蒂寧，面積616平方公里，2006年人口47,034，人口密度每平方公里76人。